# Chester (Virginia)
Chester es un lugar designado por el censo situado en el condado de Chesterfield, Virginia  (Estados Unidos). Según el censo de 2010 tenía una población de 20.987 habitantes.

## Demografía
Según el censo del 2000, Bellwood tenía 17.890 habitantes, 6.727 viviendas, y 5.119 familias. La densidad de población era de 531,7 habitantes por km².
De las 6.727 viviendas en un 40%  vivían niños de menos de 18 años, en un 58,2%  vivían parejas casadas, en un 14% mujeres solteras, y en un 23,9% no eran unidades familiares. En el 19% de las viviendas  vivían personas solas el 4,7% de las cuales correspondía a personas de 65 años o más que vivían solas. El número medio de personas viviendo en cada vivienda era de 2,66 y el número medio de personas que vivían en cada familia era de 3,04.
Por edades la población se repartía de la siguiente manera: un 28,3% tenía menos de 18 años, un 7,9% entre 18 y 24, un 31,4% entre 25 y 44, un 24,2% de 45 a 60 y un 8,3% 65 años o más.
La edad media era de 40 años.  Por cada 100 mujeres de 18 o más años  había 92,2 hombres.
La renta media por vivienda era de 53.171$ y la renta media por familia de 60.632$. Los hombres tenían una renta media de 44.167$ mientras que las mujeres 30.295$. La renta per cápita de la población era de 16.764$. En torno al 6,5% de las familias y el 8,0% de la población estaban por debajo del umbral de pobreza.

## Localidades adyacentes
El siguiente diagrama muestra a las localidades más próximas a Chester.